# Kamienna (přítok Bobru)
Kamienna (německy Zacken) je levostranný přítok řeky Bobr v Dolnoslezském vojvodství v Polsku. Délka toku měří 33 km. Plocha povodí činí 272,3 km².

## Průběh toku
Říčka pramení na rašeliništi Zelený klín v nadmořské výšce 1076 m na úpatí Žlabského vrchu ve slezské části Krkonoš. Svým dalším tokem vytváří hranici mezi Krkonošemi a Jizerskými horami. Na úpatí Krkonoš říčka protéká Jelenohorskou kotlinou a v Jelení Hoře se v nadmořské výšce 317 m říčka Kamienna vlévá zleva do řeky Bobr.
Mezi důležité obce, kterými říčka Kamienna protéká, patří například: Szklarska Poręba, Piechowice, Cieplice Śląskie-Zdrój (část města Jelení Hora) nebo Jelení Hora. Údolím říčky Kamienna probíhá železniční trať Jelení Hora–Kořenov číslo 311.

## Galerie

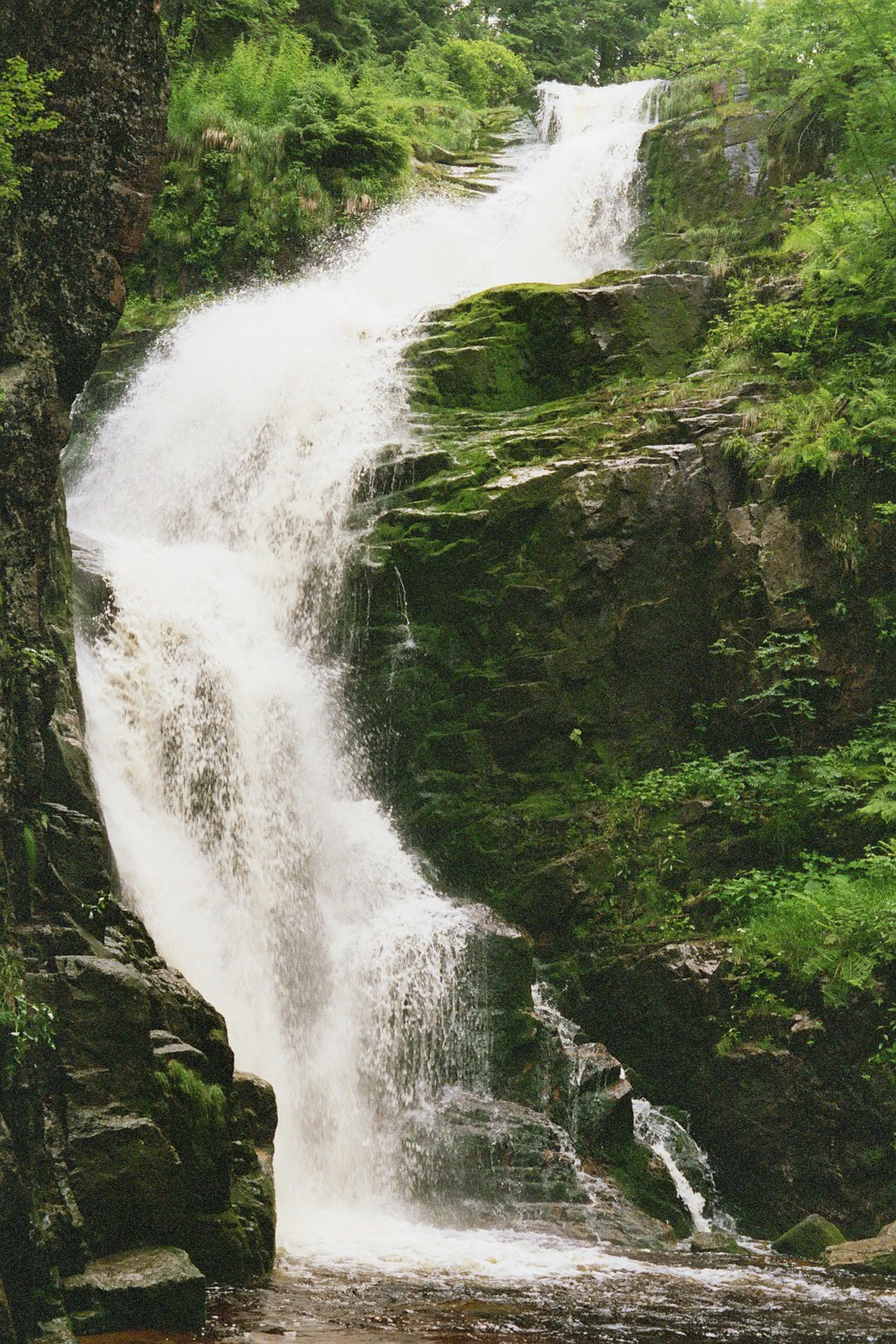
26 m vysoký Kamienský vodopád